# King Richard III Visitor Centre
El King Richard III Visitor Centre (traducido como Centro de Visitantes Rey Ricardo III) es un museo de Leicester (Inglaterra) erigido como muestra la vida del rey Ricardo III y la historia del descubrimiento, exhumación y nuevo enterramiento de sus restos entre los años 2012 y 2015.
Durante mucho tiempo, el lugar de enterramiento de Ricardo III fue incierto, aunque se suponía que estaba en Leicester. Las pruebas de ADN permitieron identificar sus restos.
El centro abrió sus puertas el 26 de julio de 2014 en el emplazamiento del entonces recientemente excavado Greyfriars, el convento medieval donde el rey fue enterrado en 1485 tras su muerte en la batalla de Bosworth.

## Ubicación
El Centro ocupa una antigua escuela, Alderman Newton's School, junto al aparcamiento original de los Servicios Sociales donde se hallaron los restos del rey Ricardo durante el proyecto de excavación de Philippa Langley y la Sociedad Ricardo III, iniciado por los Servicios Arqueológicos de la Universidad de Leicester (ULAS) el 25 de agosto de 2012 (los restos se encontraron el primer día).
Debido al interés mundial suscitado por el descubrimiento, el Ayuntamiento de Leicester convirtió el edificio de la escuela victoriana en un centro de visitantes. El proyecto incluye una zona cubierta sobre la tumba original, que se encontraba en el coro del convento, junto a una sección del suelo del coro de la iglesia. El centro costó 4 millones de libras y fue diseñado por Paul East, de Maber Architects.

## Acceso y conservación
El enterramiento forma parte de un monumento programado. En diciembre de 2017, Historic England programó una parte significativa del sitio del antiguo convento. Aunque los edificios asociados habían sido demolidos hacía tiempo, se evaluó que el lugar tenía potencial arqueológico.

## Premios
En octubre de 2018, el Centro de Visitantes fue galardonado con el premio al "Mejor Museo" en los Group Leisure and Travel Awards, tras ser nominado en la misma categoría que el Museo Británico y el Museo Nacional del Ferrocarril de York.

## Galería

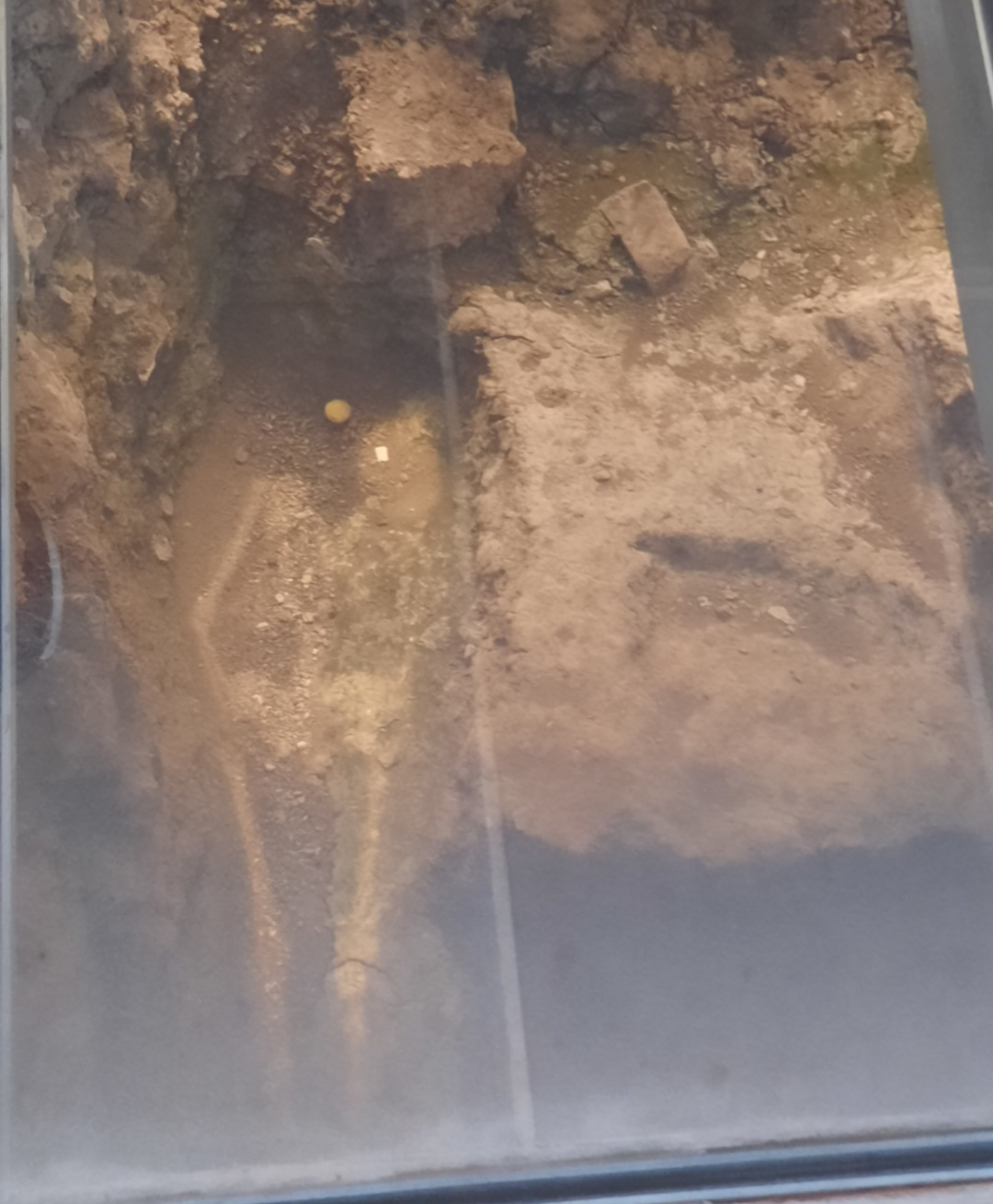
La tumba de Ricardo III de 1485.
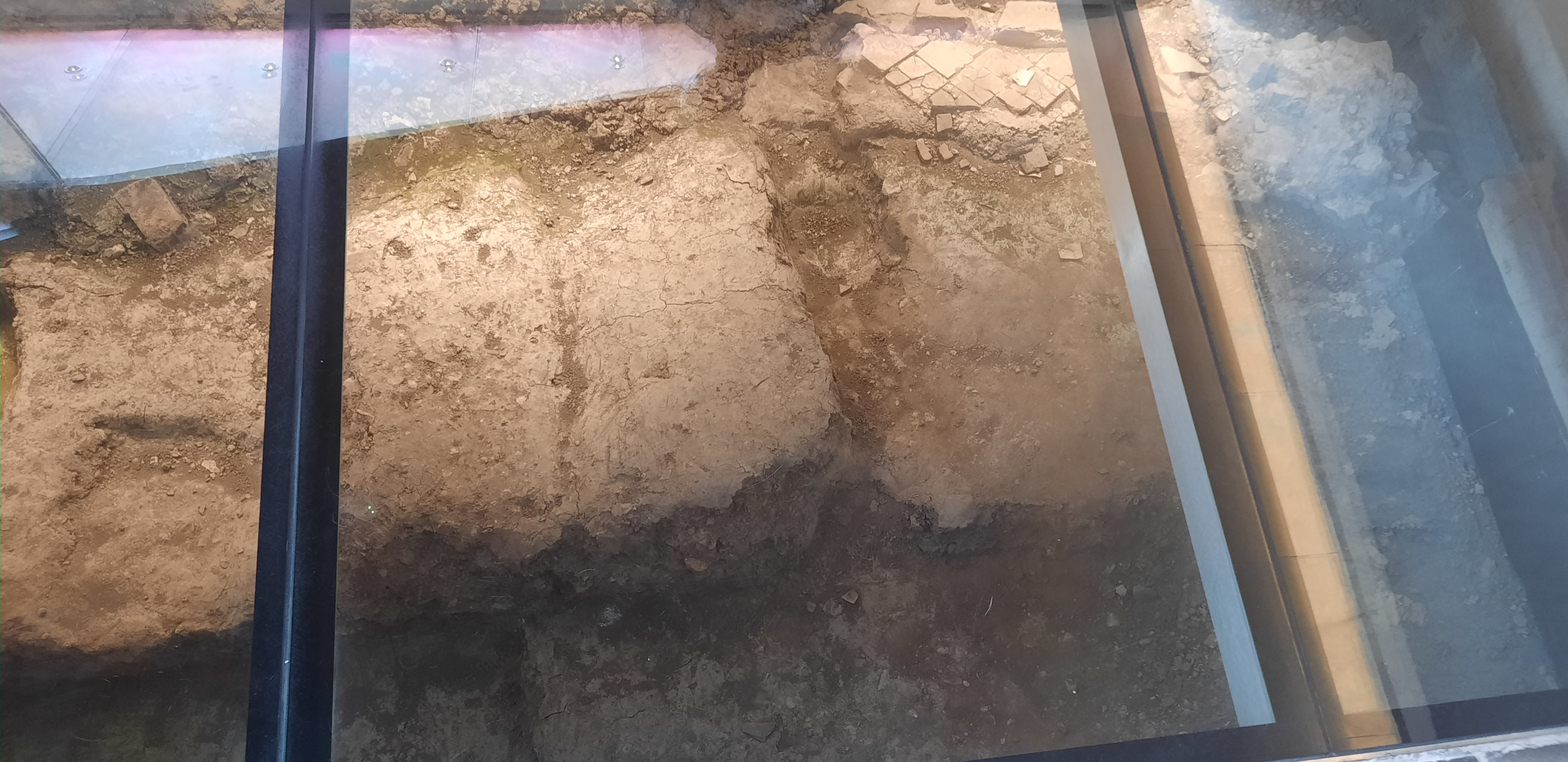
El suelo del coro de Greyfriars.
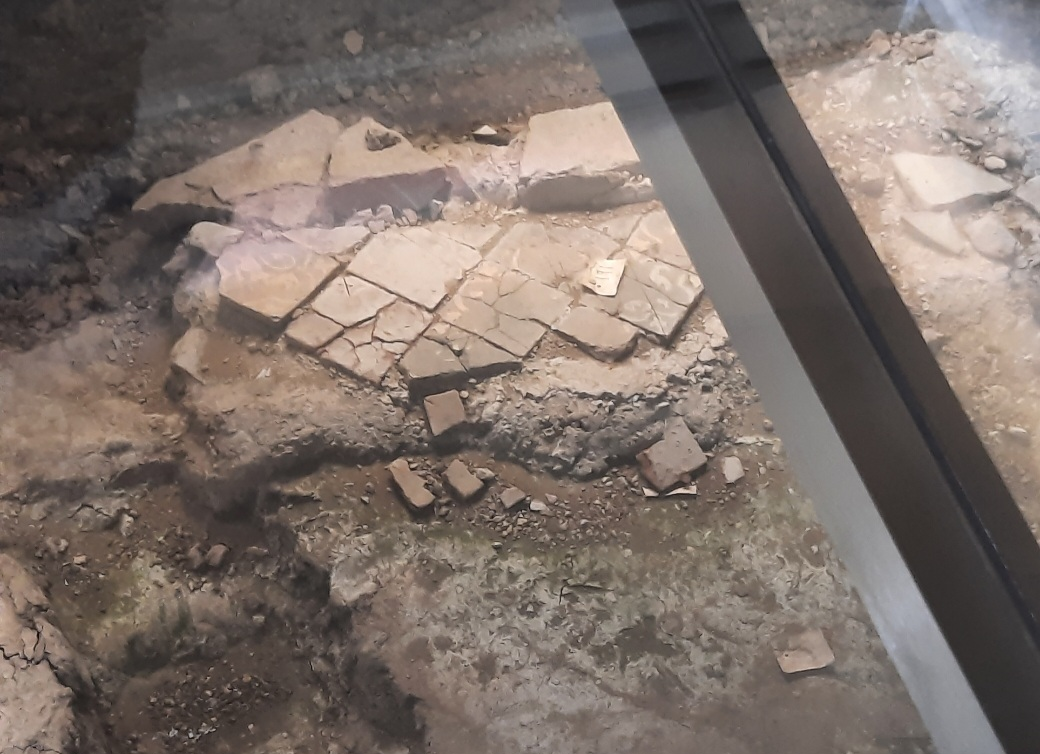
Vista in situ de las baldosas de Greyfriars.
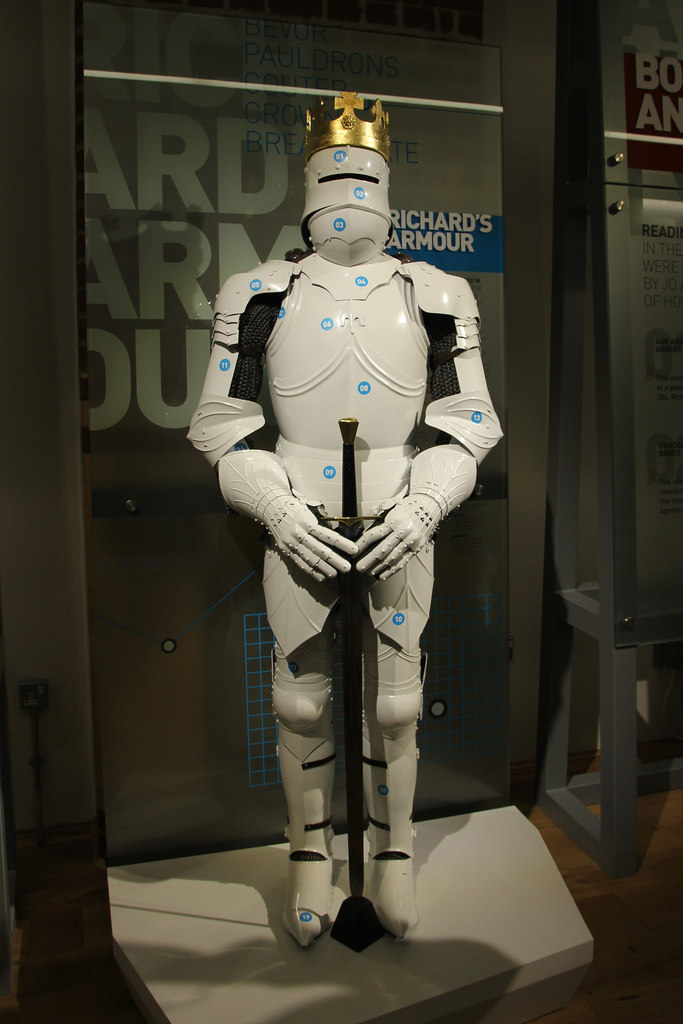
Réplica de la armadura de Ricardo III.
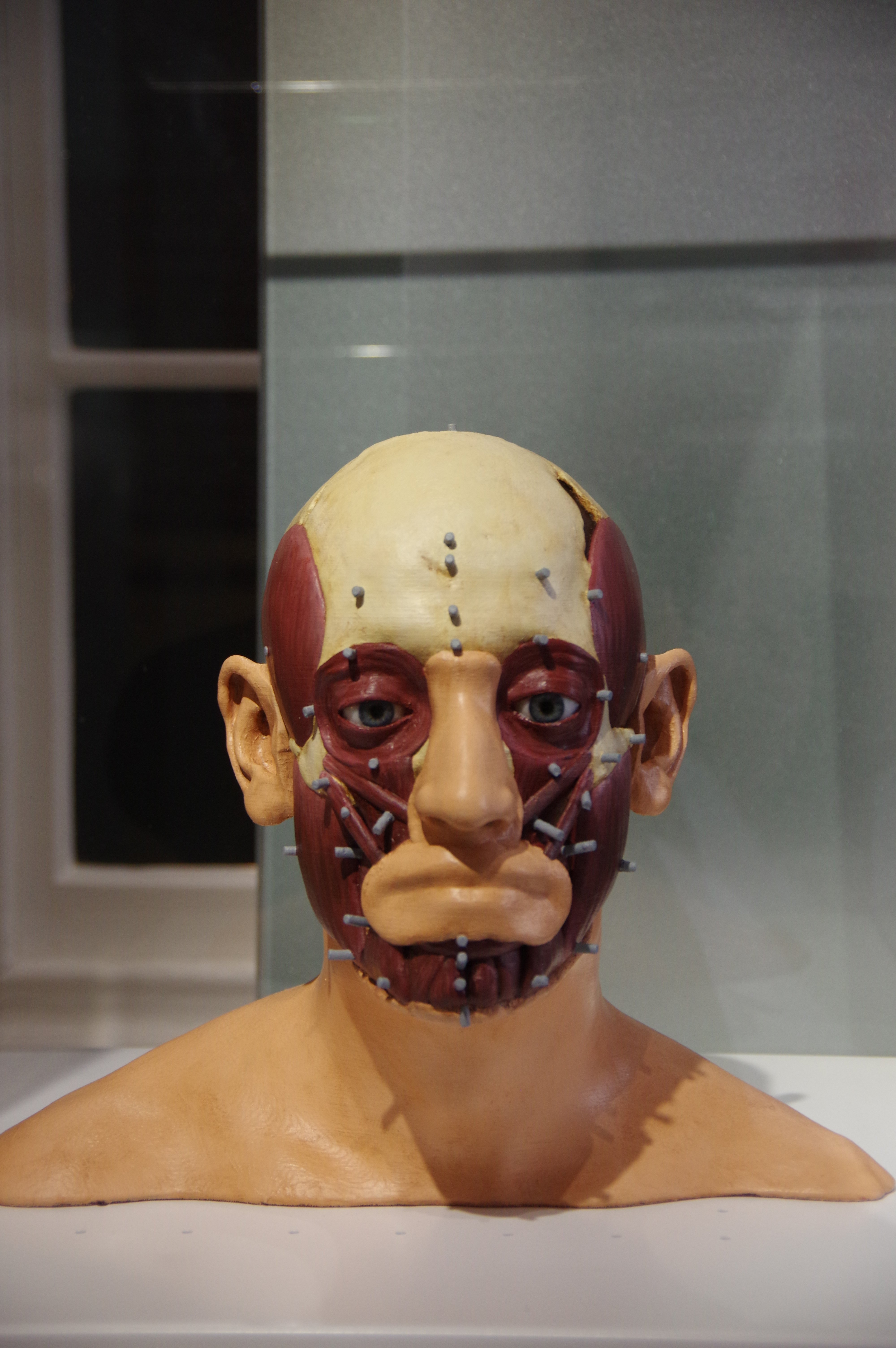
La "etapa muscular" de la reconstrucción del rostro de Ricardo III.
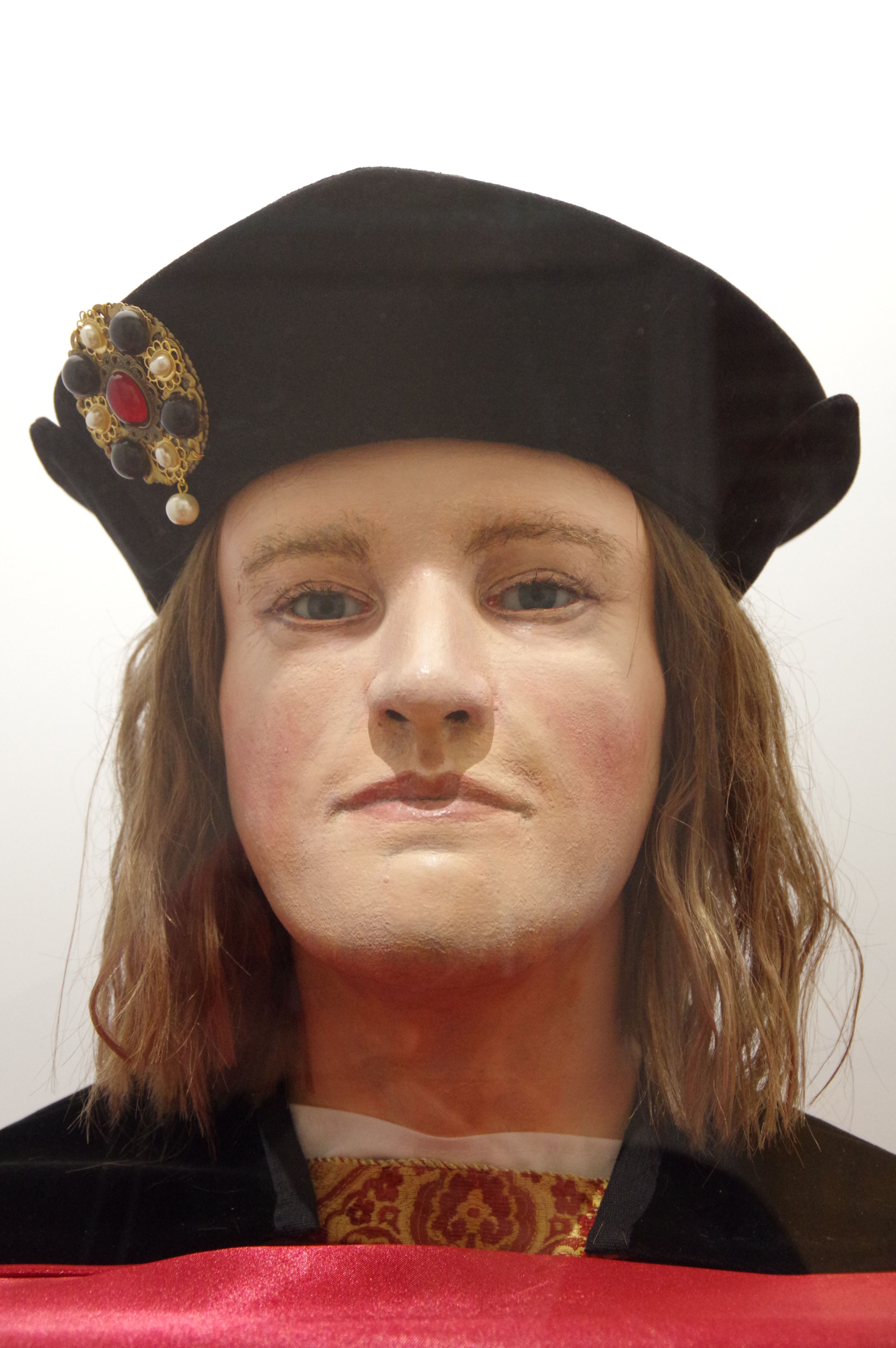
Rostro reconstruido de Ricardo III.
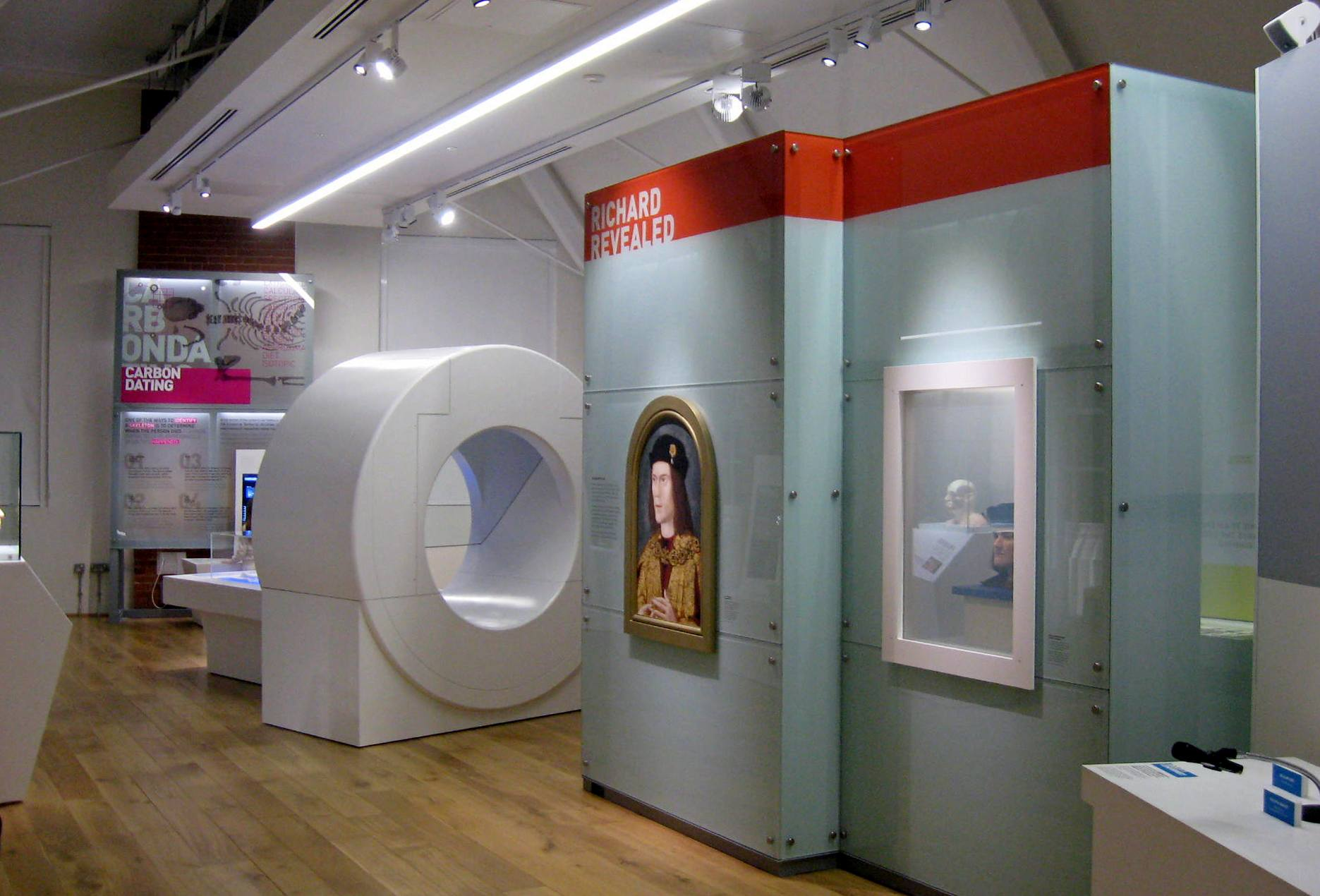
Galería del museo.
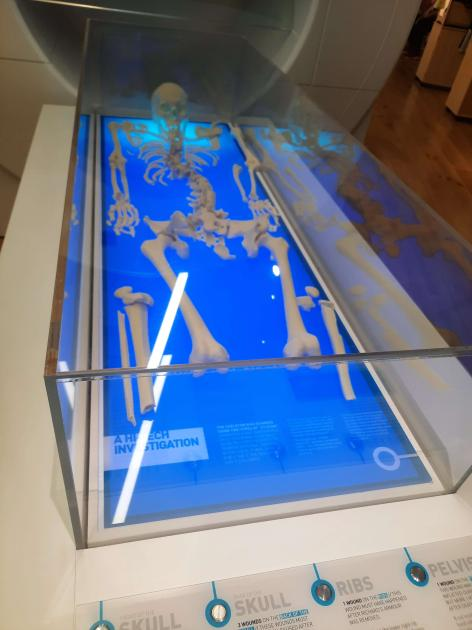
Réplica del esqueleto de Ricardo III.
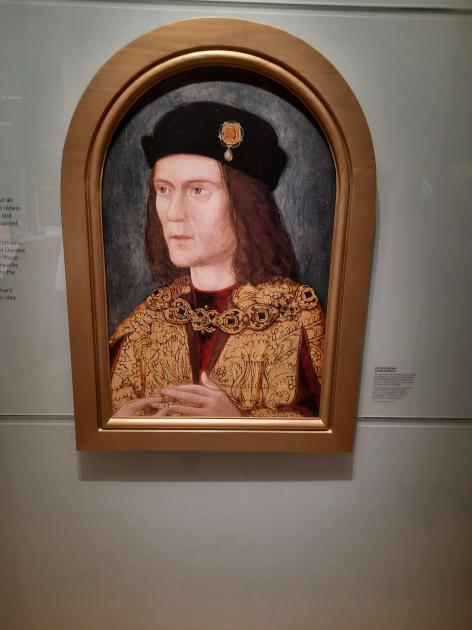
Réplica del retrato más antiguo que se conserva de Ricardo III, original c. 1520.
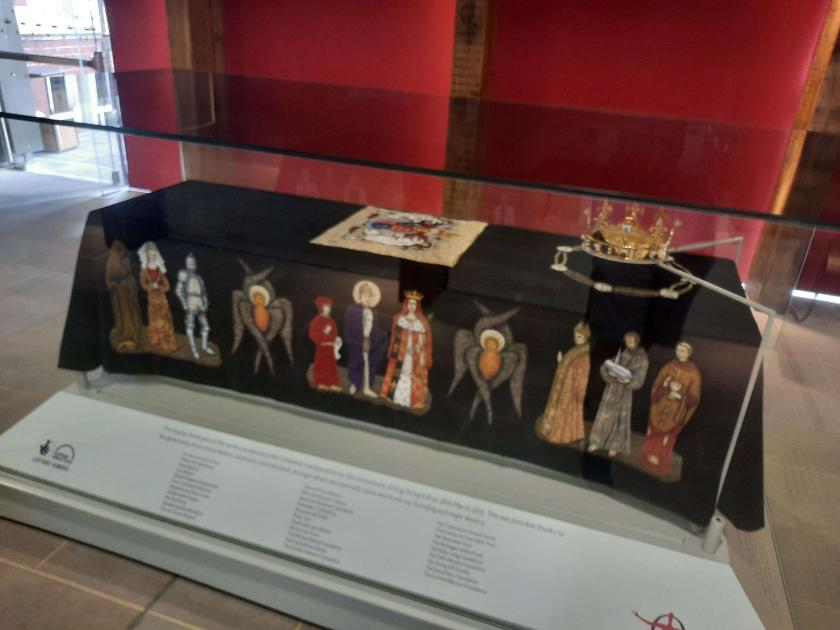
El manto que cubrió el ataúd de Ricardo III cuando fue reenterrado en 2015.